# Вануату на летних Олимпийских играх 1988
Вануату принимала участие в Летних Олимпийских играх 1988 года в Сеуле (Корея) в первый раз за свою историю и не завоевала ни одной медали. Сборную страны представляли трое мужчин и одна женщина, принимавшие участие в соревнованиях по боксу и лёгкой атлетике.

## Бокс
Спортсменов — 1
| Спортсмен     | Категория | 1/32 финала          | 1/16 финала              | 1/8 финала           | 1/4 финала           | Полуфинал            | Финал                |
| Спортсмен     | Категория | Соперник и результат | Соперник и результат     | Соперник и результат | Соперник и результат | Соперник и результат | Соперник и результат |
| ------------- | --------- | -------------------- | ------------------------ | -------------------- | -------------------- | -------------------- | -------------------- |
| Джеймс Иахуат | 75 кг     | -                    | Мусунгай Кабонго Пор RSC | Не прошёл            | Не прошёл            | Не прошёл            | Не прошёл            |

## Лёгкая атлетика
Спортсменов — 3
Мужчины
| Спортсмен       | Вид  | Забег     | Забег | Полуфинал | Полуфинал | Четвертьфинал | Четвертьфинал | Финал     | Финал     |
| Спортсмен       | Вид  | Результат | Место | Результат | Место     | Результат     | Место         | Результат | Место     |
| --------------- | ---- | --------- | ----- | --------- | --------- | ------------- | ------------- | --------- | --------- |
| Джерри Джеремия | 100м | 10,96     | 8     | Не прошёл | Не прошёл | Не прошёл     | Не прошёл     | Не прошёл | Не прошёл |
| Джерри Джеремия | 200м | 22,01     | 7     | Не прошёл | Не прошёл | Не прошёл     | Не прошёл     | Не прошёл | Не прошёл |
| Бэптист Фириам  | 400м | 51,77     | 7     | Не прошёл | Не прошёл | Не прошёл     | Не прошёл     | Не прошёл | Не прошёл |

Женщины
| Спортсмен     | Вид  | Забег     | Забег | Полуфинал | Полуфинал | Четвертьфинал | Четвертьфинал | Финал     | Финал     |
| Спортсмен     | Вид  | Результат | Место | Результат | Место     | Результат     | Место         | Результат | Место     |
| ------------- | ---- | --------- | ----- | --------- | --------- | ------------- | ------------- | --------- | --------- |
| Оливетт Даруи | 100м | 13,00     | 7     | Не прошла | Не прошла | Не прошла     | Не прошла     | Не прошла | Не прошла |
| Оливетт Даруи | 200м | 26,88     | 5     | Не прошла | Не прошла | Не прошла     | Не прошла     | Не прошла | Не прошла |